# Катерино-Наталовка
Катерино-Наталовка (укр. Катерино-Наталівка) — село,
Николаевский сельский совет,
Софиевский район,
Днепропетровская область,
Украина.
Код КОАТУУ — 1225284406. Население по переписи 2001 года составляло 8 человек .

## Географическое положение
Село Катерино-Наталовка находится на левом берегу реки Базавлук,
выше по течению на расстоянии в 4 км расположено село Владимировка,
ниже по течению на расстоянии в 1,5 км расположено село Петровка.